# Štitna žlijezda
Štitna žlijezda (štitnjača, lat. glandula thyreoidea), endokrina žlijezda, nalazi se na prednjoj strani vrata, ispod grkljana. Leptirastog je oblika, sliči na slovo H sa stanjenim prednjim dijelom, isthmusom, koji leži ispred dušnika. Ima dva režnja koji leže postranično uz dušnik i grkljan. Štitna žlijezda je teška tridesetak grama.

## Hormoni štitnjače
Glavni hormoni štitne žlijezde su tiroksin (T4) i trijodtironin (T3). Pod nadzorom hipofize (hormon - TSH) i hipotalamusa (hormon - TRH) štitna žlijezda izlučuje T4 uz autoregulaciju pa se izlučivanje aktivira čim se smanji razina tog hormona u krvi.
T3 i T4 reguliraju intenzitet metabolizma u tijelu. Pri manjku hormona bazalni se metabolizam smanjuje 40%.
Uz ta dva hormona štitna žlijezda izlučuje i kalcitonin, hormon koji sudjeluje u regulaciji koncentracije kalcijevih iona u tjelesnim tekućinama.
Za sintezu hormona štitne žlijezde potreban je jod. Jod dobivamo uglavnom iz hrane. Dovoljna količina joda je oko 50 mg godišnje. Nedovoljna količina joda dovodi do bolesti štitnjače kao što je gušavost. Kod ove bolesti štitnjača je povećana. U Hrvatskoj je sol jodirana, tako Hrvatska spada u zemlje koje imaju dovoljnu količinu joda.

## Hrana bogata jodom
Hrana koja je bogata jodom su jaja, jogurt, ribe, sir i tako dalje. Štitnjača i njezin pravilan rad je bitan za funkciju svih organa u tijelu čovjeka. Oni djeluju i na čovjekov živčani sustav, koji ne može biti zdrav bez normalnog funkcioniranja štitnjače. Ona je važna za centar za disanje i za normalnu tjelesnu temperaturu. Povećava rad srca i crijeva itd.

## Hipertireoza
Hipertireoza je poremećaj štitne žlijezde zbog kojega se stvara previše hormona u krvi, a stanje povišene razine hormona u krvi se naziva tireotoksikoza. Hipertireoza se može pojaviti bilo kada tijekom ljudskog života, ali se najčešće pojavljuje kod žena od dvadesete do pedesete godine života. Do viška hormona štitnjače dovode najčešće tihi tireoditis, lijek amiodaron i tako dalje.
Simptomi ove bolesti su najčešće razdražljivost, nervoza, lupanje srca, ispadanje vlasi kose i umor. Bolesnici jedu normalno, ali stalno mršave, imaju čestu stolicu i često mokre. Javljaju se i poremećaji menstrualnog ciklusa. Dolazi i do problema s očima, suznih očiju, ukočenog pogleda i tako dalje. Hipertireoza se u početku liječi lijekovima, ali kasnije, ako je potrebno, operacijom. Nekada se liječi i radioaktivnim jodom.

## Hipotireoza
Ovo je poremećaj zbog kojega se nedovoljno stvara hormon štitne žlijezde. Ovaj poremećaj se javlja u kasnijoj životnoj dobi kod starijih osoba. Češće se javlja kod žena nego kod muškaraca. Uzrok ove bolesti najčešće je upala štitnjače. Ova bolest može nastati nakon liječenja hipertireoze ili nakon operacije, ali i nakon korištenja radioaktivnog joda. Uzrok hipotireozi je manjak joda, bolest hipotalamusa i tako dalje.
Znakovi hipotireoze su zadebljani nokti, suhoća kože, suha, rijetka i tanka kosa. Nakon nekog vremena simptomi se pogoršavaju, kapci postaju natečeni kao i lice, govor se usporava, jezik postaje zadebljan. Pojavljuje se stalna iscrpljenost, problemi sa živčanim sustavom, problemi s pamćenjem, dolazi i do depresije, bolova u mišićima, te dolazi do problema sa stolicom. Kod ženskih osoba dolazi i do poremećaja menstruacije, spontanih pobačaja, neplodnosti, prijevremenog porođaja i tako dalje.
Kako bi se izliječila ova bolest štitnjače treba se nadomjestiti hormon koji nedostaje. U tom se slučaju uzima levotiroksin, koji je u obliku tablete. Ovaj lijek se uzima na prazan želudac, oko 45 minuta prije obroka. Ova bolest se cijeli život liječi na ovaj način.

## Bolest tiroidne autonomije
U ovim bolestima neke stanice štitnjače rastu, te na taj način stvaraju višak hormona. Najčešće jedini znak ove bolesti su smetnje sa srcem. Ova bolest se liječi lijekovima. Mlađi bolesnici, nakon nekog vremena, se najčešće operiraju, dok se starije bolesnike liječi radioaktivnim jodom.

## Netoksična guša
Guša je naziv za štitnjaču koja je povećana. Netoksična guša nije uzrokovana tumorom, nekom upalom ili autoimunom bolesti. Najčešći uzrok ove bolesti je manjak joda, ali nekad zna biti i genetika. Ova bolest je, isto tako, češća kod ženskih osoba. Najčešći uzroci guše su pušenje, stres, razne infekcije i tako dalje. Simptomi guše su stezanja u predjelu vrata, teško gutanje, smetnje kod disanja, promukli glas itd. Liječi se lijekovima i operacijom.

## Akutna upala štitnjače
Ovo je vrlo rijetka upala štitnjače, a do nje dolazi širenjem bakterija iz okoline, ozljedom štitnjače ili preko krvi. Simptomi su jaka bol u vratu, povišena tjelesna temperatura i crvenilo kože na vratu. Liječi se antibioticima, au težim slučajevima operacijom.

## Tumori štitnjače
Tumori štitnjače mogu biti dobroćudni i zloćudni. Tumori štitnjače se češće javljaju kod osoba ženskog spola. Ovaj tumor se najčešće javlja u obliku čvora u štitnjači ili u obliku limfnog čvora na vratu koji je pojačan. Kada su u pitanju dobroćudni tumori, tada se ukloni samo dio štitnjače, ali kada su u pitanju zloćudni tumori na štitnjači, treba se operativno ukloniti cijela štitnjača.